# خندآب (خدابنده)
خندآب (خدابنده)، روستایی از توابع بخش سجاس‌رود شهرستان خدابنده در استان زنجان ایران است. در ۶ کیلومتری شهر سجاس و در غرب آن قرار دارد.

## جمعیت
این روستا در دهستان سجاس‌رود قرار دارد و براساس سرشماری مرکز آمار ایران  ، جمعیت آن 1646 نفر (373 خانوار) بوده‌است.